# Narunte

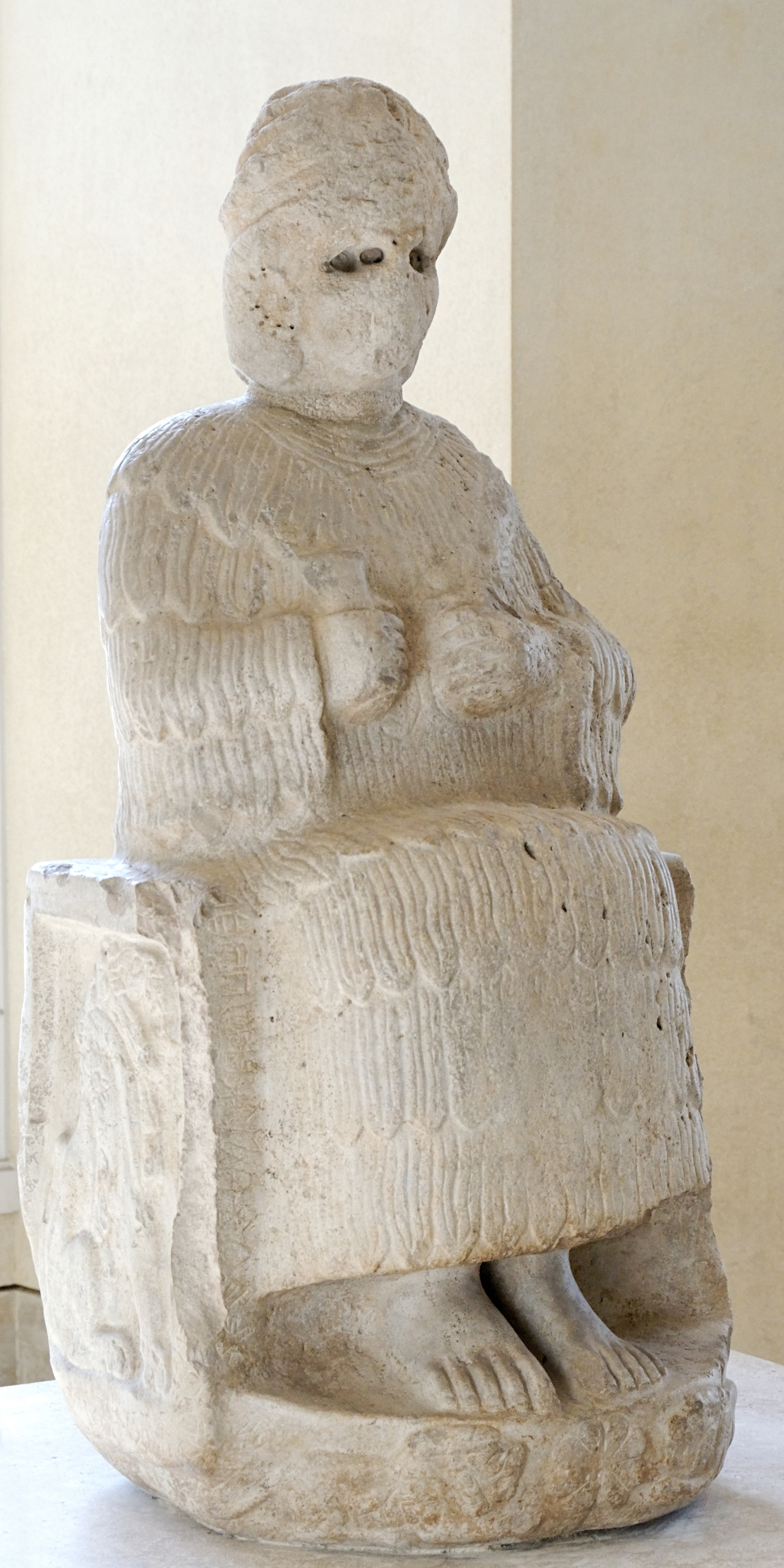
Statue der Narunte, von Puzur-Inšušinak geweiht

Narunte (auch Narundi, Narunde oder Narude) war eine elamische Muttergottheit unbekannter Herkunft, die in allen Perioden elamischer Geschichte verehrt wurde. Sie war auch Siegesgöttin und erscheint in assyrischen Texten als Schwester der Bösen Sieben oder Sieben-Götter von Elam, den Sebittu.